# Pfarrkirche Kellerberg

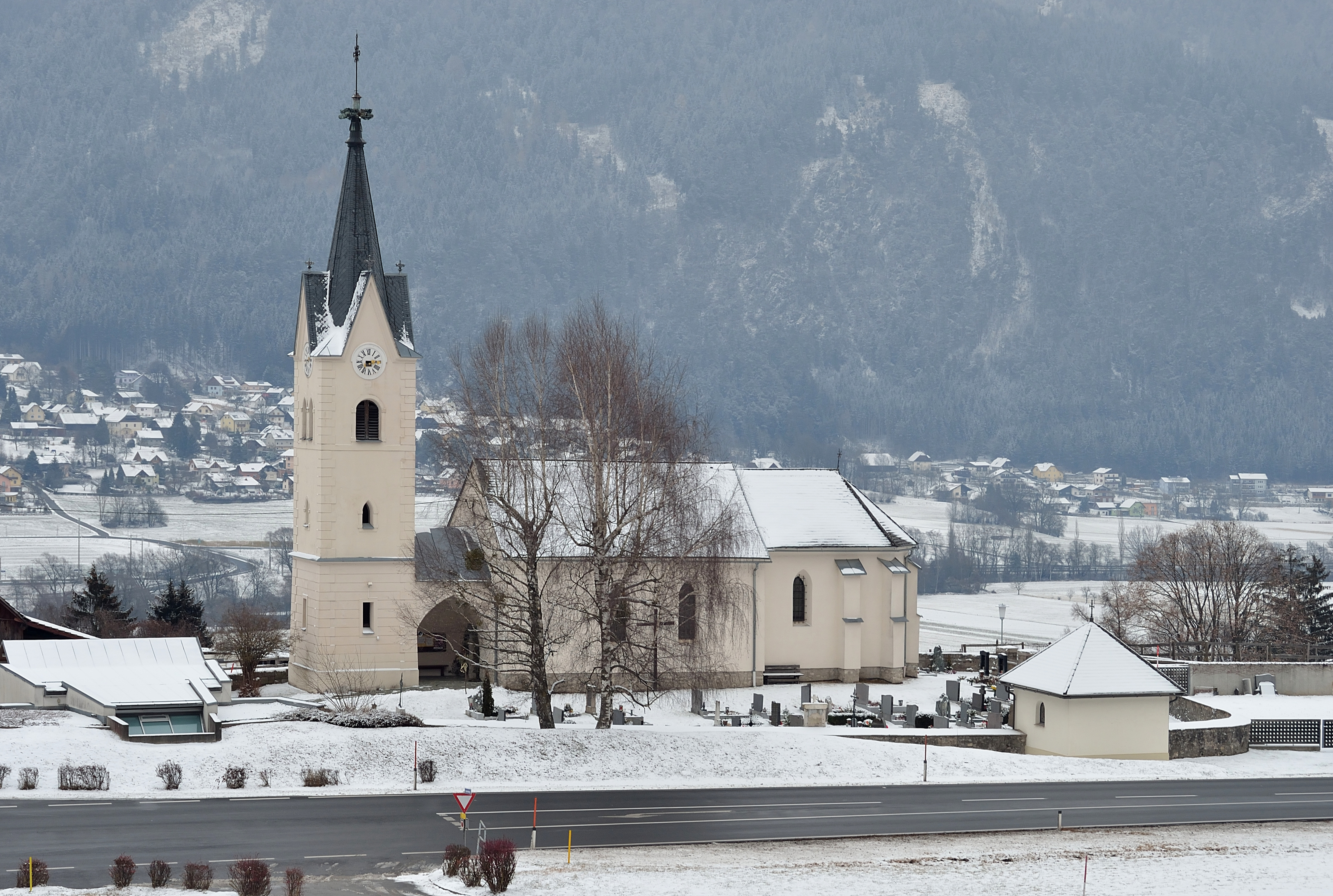
Katholische Pfarrkirche hl. Ulrich in Kellerberg

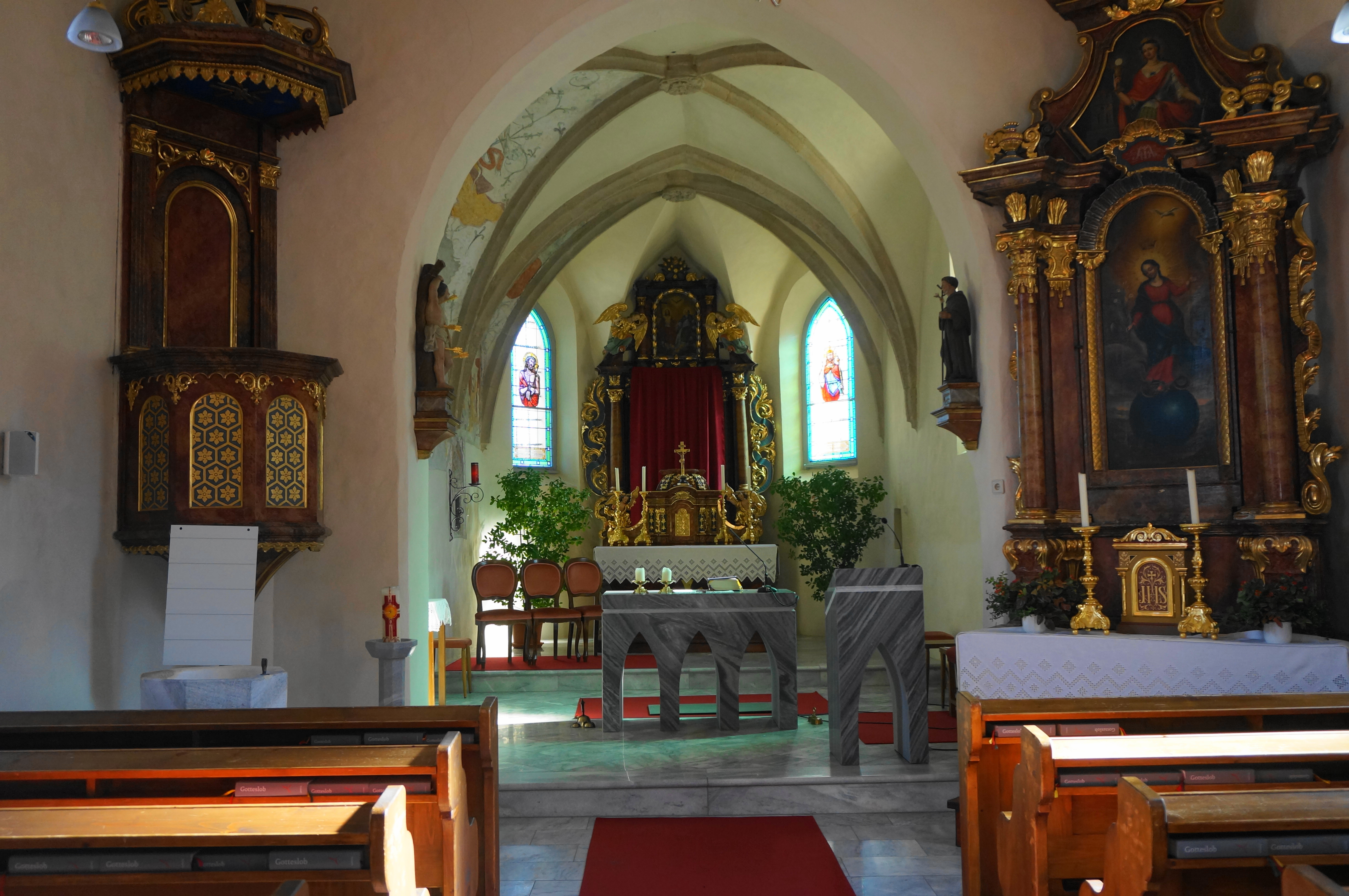
Langhaus, Blick zum Chor

Die römisch-katholische Pfarrkirche Kellerberg steht in der Ortschaft Kellerberg der Marktgemeinde Weißenstein im Bezirk Villach-Land in Kärnten. Die dem Patrozinium des Heiligen Ulrich von Augsburg unterstellte Kirche gehört zum Dekanat Spittal an der Drau in der Diözese Gurk-Klagenfurt. Die Kirche und der Friedhof stehen unter Denkmalschutz (Listeneintrag).

## Geschichte
Urkundlich wurde 1308 eine Kirche genannt. Im Chor gibt es wohl Mauerreste aus dem frühen 14. Jahrhunderts, das Langhaus ist barock. Der Westturm wurde 1902 erbaut. 1995 wurde die Turmfassade restauriert. 1998 war eine Außenrestaurierung.

## Architektur
Das Kirchenäußere zeigt einen dreigeschoßigen Westturm mit Schallfenstern mit Doppelspitzbogen, er trägt einen Spitzgiebelhelm, östlich vom Turm steht eine Zwischenhalle zum Langhaus. Das Westportal ist spitzbogig. Das Langhaus und der Chor haben erneuerte Spitzbogenfenster. Der Chor zeigt einfach abgetreppte Strebepfeiler, das Ostfenster ist vermauert. Nördlich steht ein Sakristeianbau.
Das Kircheninnere zeigt ein zweiachsiges Langhaus unter einer Flachdecke. Die gemauerte neugotische Empore steht auf zwei zarten Holzpfeilern, südlich mit einem gemauerten Aufgang. Der spitzbogige Triumphbogen ist gekehlt. Der einjochige Chor mit einem Fünfachtelschluss hat ein Kreuzrippengewölbe mit zwei runden Schlusssteinen, das nördliche spätgotische Sakristeiportal ist spitzbogig und abgefast, die Sakramentsnische hat ein Relief Schmerzensmann aus dem 15. Jahrhundert, 1990 wurde ein gotisches Sakramentshäuschen freigelegt.
1986 wurden im Chor Fresken mit Heiligendarstellungen aus dem 15. Jahrhundert aufgedeckt.

## Einrichtung
Der Hochaltar aus dem Anfang des 18. Jahrhunderts zeigt das Mittelbild hl. Ulrich und das Aufsatzbild Hl. Dreifaltigkeit. Der Seitenaltar aus der Mitte des 18. Jahrhunderts zeigt das Mittelbild Maria Immaculata und das Aufsatzbild hl. Barbara.
Die spätgotische Taufstein trägt einen barocken Deckel. Die spätbarocke Kanzel entstand um 1800. In der Triumphbogenlaibung gibt es zwei spätbarocke Konsolfiguren der Heiligen Sebastian und Franziskus. Die Kreuzwegtäfelchen sind bäuerlich spätbarock.
Die nachbarocke Orgel entstand im 19. Jahrhundert.

## Grabdenkmäler
Außen
- An der Chorwand eine Wappengrabplatte aus dem 14. Jahrhundert.
- An einem Strebepfeiler römerzeitliche Grabinschrift für Novia Maxima und Novia Procula errichtet von L. Regontius Natalis und L. Regontius Iustus (CII. III 4758).